# برماتینگن
برماتینگن (به آلمانی: Bermatingen) یک شهر در آلمان است که در بودنسیکرایس واقع شده‌است. برماتینگن ۳٬۷۶۰ نفر جمعیت دارد.